# Deutsche Gesellschaft für Photographie

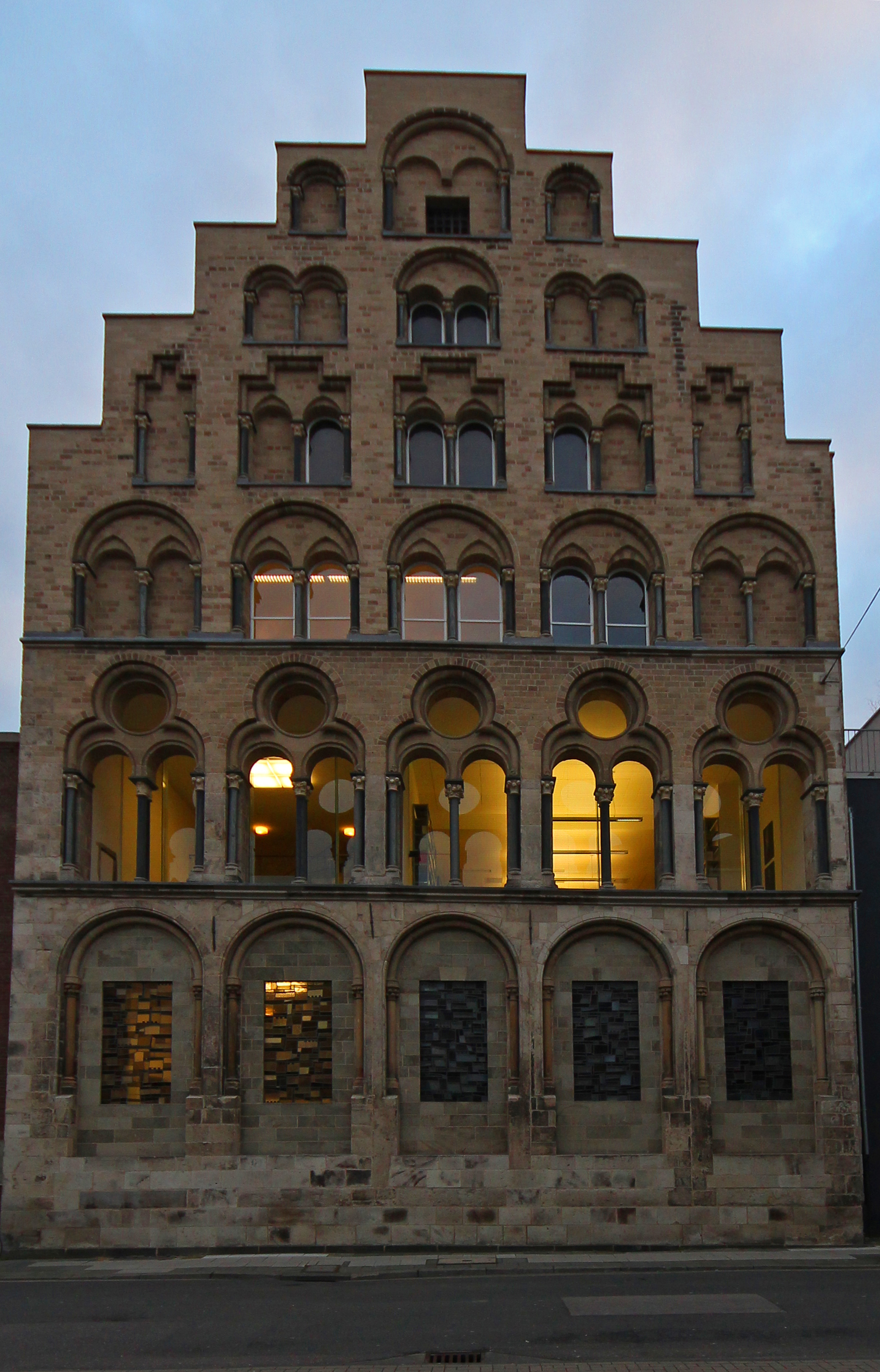
Das Overstolzenhaus in der Kölner Rheingasse 8 ist Teil des Sitzes der Deutschen Gesellschaft für Photographie (Nr. 8 bis 12), im Januar 2011

Die Deutsche Gesellschaft für Photographie e. V. (DGPh) wurde 1951 in Köln gegründet. Sie setzt sich für die Belange der Fotografie und verwandter Bildmedien in kulturellen Kontexten ein. Die Aktivitäten der Gesellschaft sind auf die vielfältigen Anwendungsgebiete des Fotografischen in Kunst, Wissenschaft, Bildung, Publizistik, Wirtschaft und Politik ausgerichtet. Über das Agieren in diesen einzelnen Bereichen hinaus macht die DGPh besonders deren Schnittstellen und Wechselwirkungen sichtbar.
Die etwa 1000 berufenen Mitglieder der ideellen Organisation kommen aus allen Bereichen der Fotografie und sind renommierte Persönlichkeiten der deutschen und der internationalen Fotoszene.

## Struktur
Der Verein ist unterteilt in fünf Sektionen, die sich für die unterschiedlichen Belange der Fotografie einsetzen:
- Bild
- Bildung
- Geschichte und Archive
- Kunst, Markt und Recht
- Wissenschaft, Medizin und Technik

## Preise
- Der Kulturpreis der Deutschen Gesellschaft für Photographie zeichnet lebende Persönlichkeiten für bedeutende Leistungen im Bereich der Photographie aus. Die Verdienste des Preisträgers können auf künstlerischem, humanitärem, karitativem, sozialem, technischem, erzieherischem oder wissenschaftlichem Gebiet liegen. Zu den Preisträgern gehören August Sander (1961), Henri Cartier-Bresson (1967), Harold Edgerton (1981), Bernd und Hilla Becher (1985), Evelyn Richter (1992), Mogens S. Koch (2003), die Gründer der Rencontres d’Arles (2013, Maryse Cordesse, Lucien Clergue, Jean-Maurice Rouquette, Michel Tournier) und Trevor Paglen (2015).
- Der Dr.-Erich-Salomon-Preis zeichnet die vorbildliche Anwendung der Fotografie in der Publizistik aus. Zu den Preisträgern gehörten die Zeitschrift „Stern“ (1971), Lotte Jacobi und Tim Gidal (1983), Mary Ellen Mark (1994), Arno Fischer (2000), Letizia Battaglia (2007), Peter Bialobrzeski (2012) und Antanas Sutkus (2017).
- Der Otto-Steinert-Preis ist ein Förderpreis für junge talentierte Fotografen.
- Der DGPh-Bildungspreis prämiert innovative wissenschaftliche und praxisbezogene Abschlussarbeiten sowie künstlerische Projekte im Bereich der Vermittlung von und mit Fotografie.
- Der DGPh-Forschungspreis für Photographiegeschichte wird als Stipendium vergeben.
- Der DGPh-Preis für Wissenschaftsphotographie zeichnet fotografische Arbeiten oder Videos aus, die ein wissenschaftliches Thema (auch aus der Medizin) dokumentieren oder sich künstlerisch mit einem wissenschaftlichen Thema auseinandersetzen.
- Der DGPh-Preis der Sektion „Wissenschaft, Medizin und Technik“ dient der Anerkennung und Förderung jüngerer Wissenschaftler und der Anregung zur wissenschaftlichen Bearbeitung photographischer Probleme.[1]
- Der Deutsche Kamerapreis ist eine gemeinsam vom Westdeutschen Rundfunk und der Stadt Köln gestiftete Auszeichnung, mit der seit 1982 herausragende Leistungen auf dem Gebiet der Kameraarbeit für Film und Fernsehen geehrt werden. Dieser Preis wird von der DGPh seit 1992 nicht mehr betreut.